# Buthraupis
Buthraupis là một chi chim trong họ Thraupidae.